# Antepipona insana
Antepipona insana är en stekelart som först beskrevs av Giordani Soika 1943.  Antepipona insana ingår i släktet Antepipona och familjen Eumenidae.

## Underarter
Arten delas in i följande underarter:
- A. i. calva
- A. i. quadriguttata